# Това (язык)
Това (Jemez, Towa) - находящийся под угрозой исчезновения таноанский язык, на котором говорит народ хемес, проживающий на севере центральной части штата Нью-Мексико в США. Язык не имеет письма, так как правила племени не позволяют это. Традиционный закон племени запрещает писать на хемес и преподавать его посторонним лицам.